# Výchovný ústav
Výchovný ústav – „pasťák“ je zařízení, které je určeno pro děti starší 15 let, se závažnými poruchami chování, jimž byla nařízena ústavní nebo ochranná výchova. Jedná se o děti, jejichž chování je považováno za rizikové. Mezi závažné rizikové chování vedoucí k přesunutí dítěte do výchovného ústavu patří například užívání návykových látek, předčasný sexuální život, kriminalita, záškoláctví či agresivní chování vůči ostatním lidem. Ve výjimečných případech může být do ústavu umístěno i dítě starší 12 let. Může se tak stát tehdy, pokud byla dítěti uložena ochranná výchova, a jeho chování je natolik rizikové, že jedinec nemůže být umístěn do dětského domova se školou.
„Výchovné ústavy jsou v České republice zřizovány podle § 2 odst. 1 písm. d) a § 14 zákona č. 109/2002 Sb., o výkonu ústavní výchovy nebo ochranné výchovy ve školských zařízeních a o preventivně výchovné péči ve školských zařízeních a o změně dalších zákonů, ve znění pozdějších předpisů (především zákona č. 383/2005 Sb.).“

Zařízeními ústavní či ochranné výchovy mohou být kromě výchovného ústavu také dětský domov, dětský domov se školou nebo diagnostický ústav. Výchovný ústav je příspěvkovou organizací, jejímž zřizovatelem je Ministerstvo školství, mládeže a tělovýchovy.
Základní organizační jednotkou výchovného ústavu je výchovná skupina, která je tvořena 5–8 dětmi. V jedné budově ústavu může být zřízeno nanejvýš 6 výchovných skupin.
Výchovný ústav plní několik funkcí. Jedná se o funkce vzdělávací, ochranné, nápravné a sociální.

## Cílová skupina
Výchovné ústavy jsou určeny pro děti:
- jimž byla nařízena ústavní výchova
- jimž byla uložena ochranná výchova
- pro nezletilé matky a jejich děti – ústav je zřizován pro nezletilé rodičky a jejich děti. Zařízení klade důraz na vztah matka-dítě. Kladné přijetí role matky je důležitou motivací pro korekci rizikového chování rodičky.
- pro jedince, kteří potřebují výchovně léčebnou péči (někdy zřizovány oddělené výchovné skupiny) – léčebný ústav byl zatím zřízen pouze jeden, a to v roce 1992. Vzhledem k nárůstu jedinců s problémovým chováním je však jeho kapacita nedostačující.

Součástí výchovných ústavů jsou výstupní programy, které jsou určeny pro klienty, kteří ukončují ústavní výchovu. Programy napomáhají readaptaci dětí do běžného života.
„Statistiky MŠMT a MPSV uvádí, že na konci roku 2012 v zařízeních ústavní a ochranné výchovy (vyjma diagnostických ústavů) pobývalo necelých 7000 dětí.”